# Sabellariidae
Sabellariidae é uma família de vermes marinhos da classe Polychaeta, pertencentes ao filo Annelida, com cerca de 120 espécies. São parentes distantes das minhocas.  Vivem em tubos feitos de areia, formando colônias capazes de formar agregados volumosos, também chamados de recifes de areia.

## Características
Ocorrem em várias partes do mundo, inclusive o litoral do Brasil e Portugal. A maioria vive na zona entre-marés e águas rasas, mas há também espécies que vivem em grandes profundidades.

#### Recifes de areia
A característica mais peculiar deste grupo de animais são os recifes de areia construídos através substâncias agregadoras secretadas pelo animal, que faz grudar os grãos de areia. Estes recifes podem ter grandes extensões, criando habitats para outros animais. Em certas ocasiões é possível encontrar fragmentos de suas colônias na beira da praia, trazidas pela maré.

#### Alimentação
Os sabellariideos são animais filtradores, que se alimentam de sedimentos em suspensão na água.

#### Evolução
Através de extensa pesquisa com análise do DNA de diferentes espécies realizada em 2012, foi comprovado que esta família é monofilética, ou seja tem uma linhagem evolutiva "pura".

## Gêneros
Fazem parte da família os seguintes gêneros:
- Alveolaria
- Bathysabellaria
- Branchio
- Centrocorone
- Cryptopomatus
- Gesaia
- Gunnarea
- Hermella
- Idanthyrsus Kinberg, 1876
- Lygdamis Kinberg, 1867
- Mariansabellaria
- Monorchos
- Neosabellaria Kirtley, 1994
- Paraidanthyrsus
- Phalacrostemma Marenzeller, 1895
- Phragmatopoma Mörch, 1863
- Sabellaria Savigny, 1818
- Tetreres